# Кулаев, Борис Хаджумарович
Бори́с Хаджума́рович Кула́ев (осет. Хъуылаты Хаджумары фырт Барис; 18 июля 1929, станица Ардонская, Северо-Осетинская автономная область — 12 августа 2008) — советский борец вольного стиля, серебряный призёр Олимпийских игр 1956 года и чемпионата мира, многократный чемпион СССР. Заслуженный мастер спорта по вольной борьбе (1957).

## Биография
Родился 18 июля 1929 года в станице Ардонской Северо-Осетинской автономной области в осетинской семье. В 1950—1960 годах был одним из самых сильных борцов в мире в своём весе. Обладал отличными физическими данными. Его спортивная биография началась с республиканской Спартакиады общества «Колхозник», где он стал дважды чемпионом по вольной борьбе и тяжёлой атлетике. Позже участвовал в чемпионатах РСФСР, СССР и в различных соревнованиях мирового уровня. Десять лет был капитаном сборной команды РСФСР по вольной борьбе. Четырёхкратный чемпион СССР (1955, 1956, 1959, 1960). Серебряный призёр чемпионата СССР (1952, 1954, 1957). В 1954 году стал победителем всемирных студенческих игр. В 1955 году стал победителем всемирного фестиваля молодёжи. В 1956 году стал серебряным призёром XVI летних Олимпийских игр в Мельбурне и Кубка мира в Стамбуле. В 1957 году стал серебряный призёром чемпионата мира.
В 1959 году окончил факультет физического воспитания и спорта СОГУ им. К. Л. Хетагурова.
Работал директором республиканского стадиона «Спартак», а потом первым директором СК «Манеж».
Скончался 12 августа 2008 года.

## Спортивные достижения
- Серебряный призёр XVI Летних олимпийских игр в Мельбурне (1956)
- Четырёхкратный чемпион СССР (1955, 1956, 1959, 1960)
- Победитель всемирных студенческих игр (1954)
- Победитель всемирного фестиваля молодёжи (1955)

## Награды и звания
- Орден «Знак Почёта» (27.04.1957) — «за успехи, достигнутые в деле развития массового физкультурного движения в стране, повышения мастерства советских спортсменов, и успешное выступление на международных соревнованиях»
- Заслуженный работник физической культуры СОАССР (1982)
- Заслуженный работник физической культуры РСФСР (1989)